# Meterythrops megalops
Meterythrops megalops är en kräftdjursart som beskrevs av Ii 1964. Meterythrops megalops ingår i släktet Meterythrops och familjen Mysidae. Inga underarter finns listade i Catalogue of Life.